# 群馬県道213号磯部停車場妙義山線

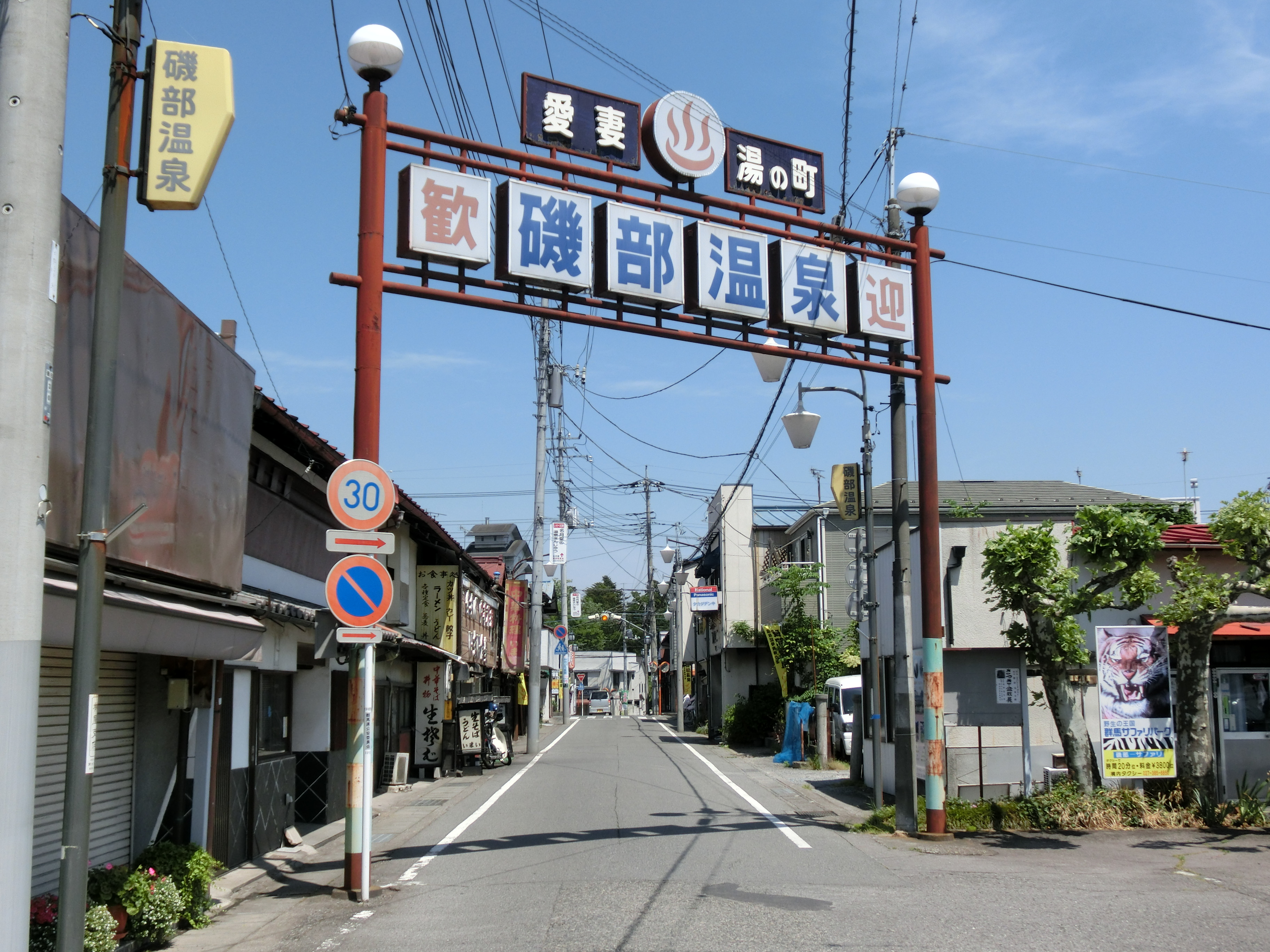
起点・磯部駅北口
起点より北方向（磯部温泉入口ゲート）を望む。

群馬県道213号磯部停車場妙義山線（ぐんまけんどう 213ごう いそべていしゃじょうみょうぎさんせん）は、群馬県安中市から富岡市に至る一般県道である。

## 概要
本県道は、安中市磯部の磯部駅から西進し、富岡市妙義町までを結ぶ路線である。まず磯部駅北口から磯部温泉の入口ゲートを通過、温泉街を経由したのち、JR信越本線とほぼ並行しながら走る。
起点の磯部駅北口は、群馬県道194号宇田磯部停車場線の終点かつ群馬県道214号磯部停車場上野尻線・群馬県道220号磯部停車場線の起点でもあり、本県道は温泉街にてこれらの3路線と重複している。

### 路線データ
- 総延長 : 8.5058 km[1]
  - 実延長 : 6.4986 km[1]
  - 重用延長 : 2.0072 km[1]
- 起点 : 群馬県安中市磯部1丁目 磯部停車場[2]（磯部駅北口＝群馬県道194号宇田磯部停車場線、群馬県道214号磯部停車場上野尻線、群馬県道220号磯部停車場線交点）
- 終点 : 群馬県富岡市妙義町妙義193番（群馬県道191号妙義山線、群馬県道196号上小坂四ツ家妙義線交点）[注釈 2]

## 歴史
- 1959年（昭和34年）9月18日：群馬県より現・道路法に基づき、県道磯部停車場妙義山線（安中市磯部停車場 - 甘楽郡妙義町大字妙義、整理番号39）が路線認定される[3]。

## 路線状況

### 通称
- 上毛三山パノラマ街道（安中市松井田町八城・八城交差点 - 終点）

### 重複区間
- 群馬県道194号宇田磯部停車場線、群馬県道214号磯部停車場上野尻線、群馬県道220号磯部停車場線（起点 - 安中市磯部1丁目）
- 群馬県道217号松井田中宿線（安中市松井田町人見 - 松井田町人見/松井田町二軒在家）
- 群馬県道51号松井田下仁田線（安中市松井田町八城・八城交差点 - 松井田町行田）

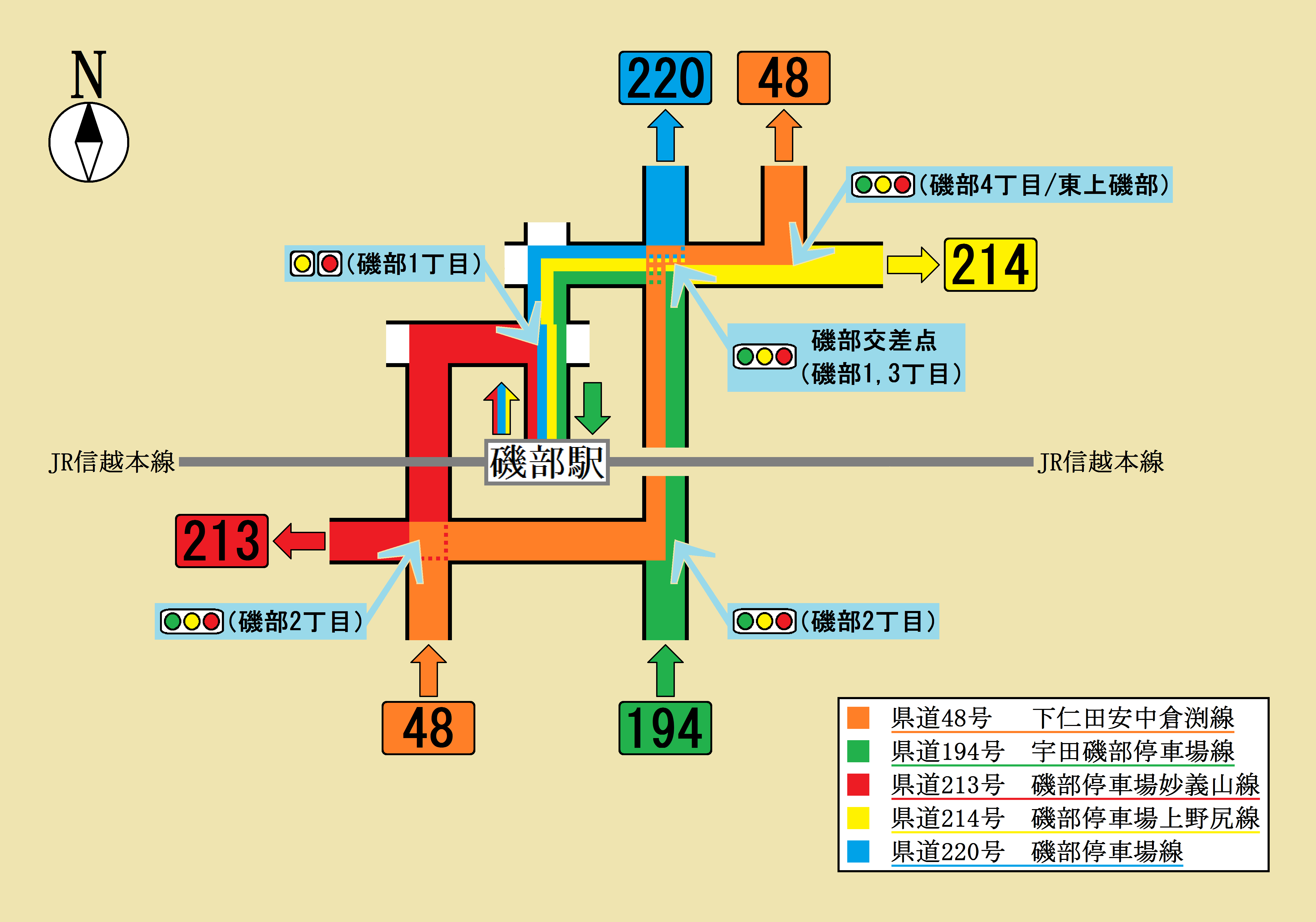
磯部駅周辺の群馬県道・概略図（2015年9月作成）
おもに駅周辺の群馬県道を表示、矢印は各県道の「起点→終点」方向を表す。

## 地理

### 通過する自治体
- 群馬県
  - 安中市 - 富岡市

### 交差する道路
- 群馬県道194号宇田磯部停車場線、群馬県道214号磯部停車場上野尻線、群馬県道220号磯部停車場線（起点 - 安中市磯部1丁目）※起点からここまで重複
- 群馬県道48号下仁田安中倉渕線（安中市磯部2丁目）
- 群馬県道217号松井田中宿線（安中市松井田町人見）※ここから重複
- 群馬県道217号松井田中宿線（安中市松井田町二軒在家）※ここまで重複
- 群馬県道51号松井田下仁田線（安中市松井田町八城・八城交差点）※ここから重複
- 上信越自動車道（安中市松井田町八城）※ICを介しての直接接続はしない
- 群馬県道51号松井田下仁田線（安中市松井田町行田）※ここまで重複

### 交差する鉄道
- JR信越本線（安中市磯部1丁目 - 磯部2丁目）※踏切による平面交差

### 沿線
- 磯部駅（JR信越本線）（安中市磯部1丁目）
- 磯部温泉（安中市磯部1,3丁目/郷原）
- 磯部郵便局（安中市磯部1丁目）
- 信越化学工業 群馬事業所 松井田工場（安中市松井田町人見）
- 安中市立西横野小学校（安中市松井田町二軒在家）
- 安中市立松井田南中学校（安中市松井田町二軒在家/松井田町八城）